# Metacyclops postojnae
Metacyclops postojnae é uma espécie de crustáceo da família Cyclopidae.
É endémica da Eslovénia.